# East 17
East 17 ist eine britische Boygroup, die als eine Art proletarischer Gegenentwurf zu Take That in den 1990er-Jahren äußerst erfolgreich war. Benannt nach ihrer Herkunft, dem Londoner East End bzw. der Postleitzahl für Walthamstow, hatten sie in Großbritannien und Deutschland eine Reihe von Hits, darunter House of Love (1992), It’s Alright (1993), Stay Another Day (1994), Thunder (1995) und If You Ever (1996) – ein Duett mit der Sängerin Gabrielle.

## Geschichte
Die Band wurde 1991 gegründet, nachdem Songwriter Tony Mortimer einen Vertrag mit London Records unterschrieb, der eine Gruppe für seine Songs vorsah. So lud er seine Freunde John Hendy, Brian Harvey und Terry Coldwell ein. Die Debütsingle House of Love war direkt ein europaweiter Top-10-Hit, das Debütalbum erreichte im Vereinigten Königreich Platz 1. Insgesamt erreichten sechs Titel aus dem Album die Charts. Das zweite Album Steam enthielt mit der Ballade Stay Another Day den britischen Weihnachts-Nummer-eins-Hit von 1994. Auch das dritte Album war noch moderat erfolgreich. 1996 erschien die Kompilation Around the World Hit Singles: The Journey So Far mit dem Duett If You Ever mit der Sängerin Gabrielle, ein Coversong der Gruppe Shai von 1992.
Nach einem Skandal über den Drogenkonsum des Sängers Brian Harvey war die Karriere der Gruppe Januar 1997 abrupt beendet. Unter dem Namen E-17 versuchte die Boygroup 1998 ein Comeback, das an die früheren Erfolge allerdings nicht anknüpfen konnte.
Am 29. Februar 2008 gaben East 17 (Besetzung: Brian Harvey, John Hendy, Terry Coldwell) erstmals nach vielen Jahren wieder ein Deutschland-Konzert in der Düsseldorfer Nachtresidenz. Aufgrund des großen Erfolges kamen sie für eine Clubtour zurück nach Deutschland. Stationen waren Düsseldorf, Leipzig und Garmisch-Partenkirchen (Zugspitze). Am 17. Februar 2010 richtete sich Brian Harvey mit einem Statement auf east-17.de an seine Fans und bestätigte die Gerüchte über die endgültige Trennung der Gruppe. Er gab am 24. April 2010 ein großes Greatest Hits-Abschiedskonzert im Nightstyle Club in Mülheim/Ruhr. Harvey veröffentlichte am 7. März 2012 seine Single Going Backwardz.
Die restliche Band wollte jedoch weitermachen. Da Brian Harvey angeblich nicht zu den Bandproben erschienen war, wurde er durch Blair Dreelan ersetzt. 2011 benutzte T-Mobile den Song House of Love, was die Band einer neuen Generation Fans bekannt machte. Im April 2011 wurde angekündigt, dass East 17 mit Blair Dreelan im August und September 2011 mit der Back to the Future Tour durch Großbritannien touren würden, um ihre Comebacksingle Secret of My Life zu promoten. Die Single erreichte den 20. Platz in den britischen Charts. Am 28. September 2011 verließ Dreelan die Gruppe aufgrund von anderen Vertragsverpflichtungen wieder.
Das fünfte Studioalbum Dark Light von East 17 wurde 2012 veröffentlicht, zusammen mit einer neuen Single I Can’t Get You Off My Mind.
Am 7. November 2015 trat die Band auf der 90er Mega Party in Ingolstadt mit einer halbstündigen Show auf. Am 28. Juni 2019 trat die Band beim Rheingaudi-Festival in Rheinfelden auf. Zum Freizeitparkfestival Skyline Park bei Nacht am 14. August 2019 im bayerischen Landkreis Unterallgäu trat die Gruppe zu einem Best-of-Konzert auf.

## Mitglieder

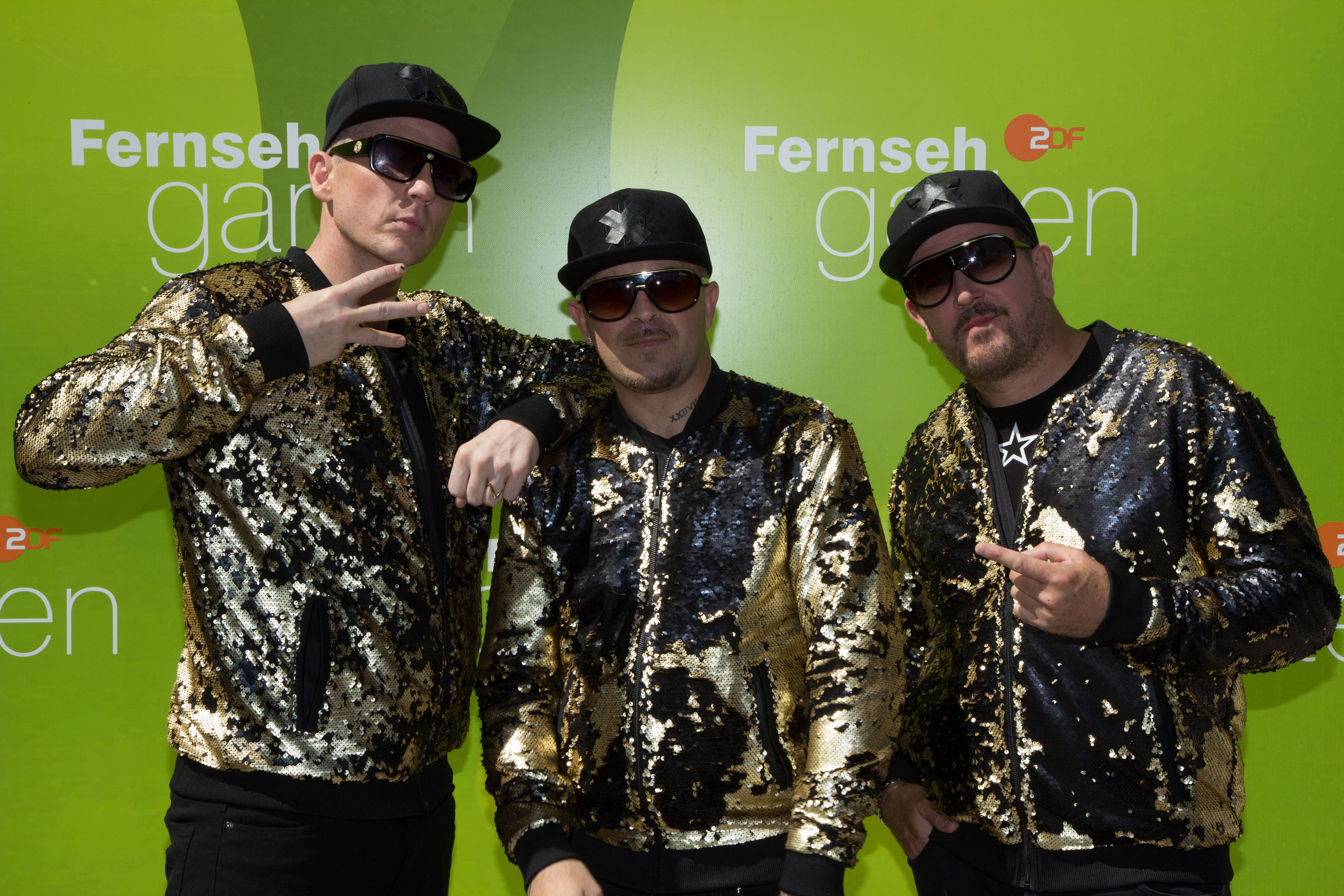
East 17 (2018)

- Jonathan Darren Hendy (* 26. März 1971 in Barking, Essex)
- Terence „Terry“ Mark Coldwell (* 21. Juli 1974 in Islington, London)
- Robbie Craig (* 17. Juli)

Ehemalige:
- Anthony Michael Mortimer (* 21. Oktober 1970)
- Brian Lee Harvey (* 8. August 1974 in Edmonton in Enfield, London)
- Blair Dreelan (* 29. Juni in Taplow, Buckinghamshire)

## Diskografie

### Studioalben
| Jahr | Titel        | Höchstplatzierung, Gesamtwochen, AuszeichnungChartplatzierungen (Jahr, Titel, Platzierungen, Wochen, Auszeichnungen, Anmerkungen) | Höchstplatzierung, Gesamtwochen, AuszeichnungChartplatzierungen (Jahr, Titel, Platzierungen, Wochen, Auszeichnungen, Anmerkungen) | Höchstplatzierung, Gesamtwochen, AuszeichnungChartplatzierungen (Jahr, Titel, Platzierungen, Wochen, Auszeichnungen, Anmerkungen) | Höchstplatzierung, Gesamtwochen, AuszeichnungChartplatzierungen (Jahr, Titel, Platzierungen, Wochen, Auszeichnungen, Anmerkungen) | Anmerkungen                                      |
| Jahr | Titel        | DE | AT | CH | UK | Anmerkungen                                      |
| ---- | ------------ | --- | --- | --- | --- | ------------------------------------------------ |
| 1993 | Walthamstow  | DE11 Gold · (42 Wo.)DE | AT10 (14 Wo.)AT | CH22 Gold · (10 Wo.)CH | UK1 Platin · (33 Wo.)UK | Erstveröffentlichung: 15. Februar 1993           |
| 1994 | Steam        | DE10 Gold · (33 Wo.)DE | AT3 (18 Wo.)AT | CH8 Platin · (31 Wo.)CH | UK3 ×2Doppelplatin · (41 Wo.)UK                                                                                                   | Erstveröffentlichung: 17. Oktober 1994           |
| 1995 | Up All Night | DE17 (23 Wo.)DE | AT28 (11 Wo.)AT | CH14 Gold · (16 Wo.)CH | UK7 Platin · (16 Wo.)UK | Erstveröffentlichung: 13. November 1995          |
| 1998 | Resurrection | DE61 (3 Wo.)DE | — | CH43 (4 Wo.)CH | UK43 Silber · (4 Wo.)UK | Erstveröffentlichung: 16. November 1998 als E-17 |
| 2012 | Dark Light   | — | — | — | — | Erstveröffentlichung: 2. April 2012              |
| 2017 | 24/7         | — | — | — | — | Erstveröffentlichung: 17. Februar 2017           |

### Kompilationen
| Jahr | Titel                                            | Höchstplatzierung, Gesamtwochen, AuszeichnungChartplatzierungen (Jahr, Titel, Platzierungen, Wochen, Auszeichnungen, Anmerkungen) | Höchstplatzierung, Gesamtwochen, AuszeichnungChartplatzierungen (Jahr, Titel, Platzierungen, Wochen, Auszeichnungen, Anmerkungen) | Höchstplatzierung, Gesamtwochen, AuszeichnungChartplatzierungen (Jahr, Titel, Platzierungen, Wochen, Auszeichnungen, Anmerkungen) | Höchstplatzierung, Gesamtwochen, AuszeichnungChartplatzierungen (Jahr, Titel, Platzierungen, Wochen, Auszeichnungen, Anmerkungen) | Anmerkungen                            |
| Jahr | Titel                                            | DE | AT | CH | UK | Anmerkungen                            |
| ---- | ------------------------------------------------ | --- | --- | --- | --- | -------------------------------------- |
| 1996 | Around the World Hit Singles: The Journey So Far | DE10 (13 Wo.)DE | AT33 (12 Wo.)AT | CH9 (17 Wo.)CH | UK3 ×2Doppelplatin · (16 Wo.)UK                                                                                                   | Erstveröffentlichung: 1. November 1996 |
| 2005 | The Very Best of East Seventeen                  | — | — | — | UK34 (4 Wo.)UK | Erstveröffentlichung: 1. Februar 2005  |

Weitere Kompilationen
- 2006: East 17: The Platinum Collection
- 2010: Stay Another Day: The Very Best Of

### EPs
| Jahr | Titel                      | Höchstplatzierung, Gesamtwochen, AuszeichnungChartsChartplatzierungen (Jahr, Titel, Platzierungen, Wochen, Auszeichnungen, Anmerkungen) | Anmerkungen                                                     |
| Jahr | Titel                      | UK | Anmerkungen                                                     |
| ---- | -------------------------- | --- | --------------------------------------------------------------- |
| 1995 | Stay Another Day – Remixes | UK93 (1 Wo.)UK | Erstveröffentlichung: Januar 1995 in den Singlecharts platziert |

### Singles
| Jahr | Titel Album                                                  | Höchstplatzierung, Gesamtwochen, AuszeichnungChartplatzierungen (Jahr, Titel, Album, Platzierungen, Wochen, Auszeichnungen, Anmerkungen) | Höchstplatzierung, Gesamtwochen, AuszeichnungChartplatzierungen (Jahr, Titel, Album, Platzierungen, Wochen, Auszeichnungen, Anmerkungen) | Höchstplatzierung, Gesamtwochen, AuszeichnungChartplatzierungen (Jahr, Titel, Album, Platzierungen, Wochen, Auszeichnungen, Anmerkungen) | Höchstplatzierung, Gesamtwochen, AuszeichnungChartplatzierungen (Jahr, Titel, Album, Platzierungen, Wochen, Auszeichnungen, Anmerkungen) | Anmerkungen                                                              |
| Jahr | Titel Album                                                  | DE | AT | CH | UK | Anmerkungen                                                              |
| ---- | ------------------------------------------------------------ | --- | --- | --- | --- | ------------------------------------------------------------------------ |
| 1992 | House of Love Walthamstow                                    | DE6 Gold · (28 Wo.)DE | AT7 (18 Wo.)AT | CH15 (14 Wo.)CH | UK10 (9 Wo.)UK | Erstveröffentlichung: 22. August 1992                                    |
| 1992 | Gold Walthamstow                                             | — | — | CH35 (7 Wo.)CH | UK28 (8 Wo.)UK | Erstveröffentlichung: 7. November 1992                                   |
| 1992 | Deep Walthamstow                                             | DE14 (18 Wo.)DE | AT13 (11 Wo.)AT | CH32 (9 Wo.)CH | UK5 Silber · (10 Wo.)UK | Erstveröffentlichung: 23. Dezember 1992                                  |
| 1993 | Slow It Down Walthamstow                                     | — | — | — | UK13 (7 Wo.)UK | Erstveröffentlichung: 3. April 1993                                      |
| 1993 | West End Girls Walthamstow                                   | DE40 (8 Wo.)DE | — | — | UK11 (7 Wo.)UK | Erstveröffentlichung: 21. Juni 1993                                      |
| 1993 | It’s Alright Walthamstow                                     | DE2 Platin · (25 Wo.)DE | AT5 (16 Wo.)AT | CH1 (23 Wo.)CH | UK3 Silber · (14 Wo.)UK | Erstveröffentlichung: 27. November 1993                                  |
| 1994 | Around the World Steam                                       | DE15 (19 Wo.)DE | AT29 (1 Wo.)AT | CH16 (15 Wo.)CH | UK3 Silber · (17 Wo.)UK | Erstveröffentlichung: 7. Mai 1994                                        |
| 1994 | Steam                                                        | DE23 (14 Wo.)DE | AT28 (1 Wo.)AT | CH12 (11 Wo.)CH | UK7 (10 Wo.)UK | Erstveröffentlichung: 2. Oktober 1994                                    |
| 1994 | Stay Another Day Steam                                       | DE4 Gold · (19 Wo.)DE | AT2 Gold · (14 Wo.)AT | CH2 Gold · (24 Wo.)CH | UK1 ×2Doppelplatin · (60 Wo.)UK | Erstveröffentlichung: 21. November 1994 Weihnachts-Nummer-eins-Hit in UK |
| 1995 | Let It Rain Steam                                            | DE26 (16 Wo.)DE | — | CH25 (9 Wo.)CH | UK10 (8 Wo.)UK | Erstveröffentlichung: 2. April 1995                                      |
| 1995 | Hold My Body Tight Steam                                     | DE42 (10 Wo.)DE | — | CH28 (7 Wo.)CH | UK12 (12 Wo.)UK | Erstveröffentlichung: 4. Juli 1995                                       |
| 1995 | Thunder Up All Night                                         | DE6 Gold · (19 Wo.)DE | AT19 (12 Wo.)AT | CH5 (18 Wo.)CH | UK4 Silber · (17 Wo.)UK | Erstveröffentlichung: 19. November 1995                                  |
| 1996 | Do U Still? Up All Night                                     | DE23 (14 Wo.)DE | — | CH22 (9 Wo.)CH | UK7 (11 Wo.)UK | Erstveröffentlichung: 2. Februar 1996                                    |
| 1996 | Someone to Love Up All Night                                 | DE47 (12 Wo.)DE | — | CH27 (4 Wo.)CH | UK16 (12 Wo.)UK | Erstveröffentlichung: 12. August 1996                                    |
| 1996 | If You Ever Around the World Hit Singles: The Journey So Far | DE31 (13 Wo.)DE | — | CH20 (13 Wo.)CH | UK2 Platin · (18 Wo.)UK | Erstveröffentlichung: Oktober 1996 feat. Gabrielle                       |
| 1997 | Hey Child Around the World Hit Singles: The Journey So Far   | DE46 (7 Wo.)DE | — | CH45 (3 Wo.)CH | UK3 (7 Wo.)UK | Erstveröffentlichung: 20. Januar 1997                                    |
| 1998 | Each Time Resurrection                                       | DE30 (9 Wo.)DE | — | CH20 (7 Wo.)CH | UK2 Silber · (15 Wo.)UK | Erstveröffentlichung: 26. Oktober 1998 als E-17                          |
| 1999 | Betcha Can’t Wait Resurrection                               | — | — | — | UK12 (7 Wo.)UK | Erstveröffentlichung: März 1999 als E-17                                 |

Weitere Singles
- 2011: Secret of My Life
- 2012: I Can’t Get You Off My Mind (Crazy)
- 2012: Friday Night
- 2012: Counting Clouds
- 2017: Strip
- 2017: Crying
- 2022: I Just Wanna

### Videoalben
- 1995: Letting Off Steam — Live (UK: Gold)
- 1995: No Place Like Home (UK: Gold)

## Auszeichnungen für Musikverkäufe
| Goldene Schallplatte - Australien - 1993: für die Single Deep - 1993: für die Single House of Love - 1993: für die Single West End Girls - 1994: für die Single Around the World - 1995: für das Album Steam - 1995: für die Single Stay Another Day - Frankreich - 1994: für die Single It’s Alright - Schweden - 1992: für die Single House of Love - 1995: für die Single Stay Another Day | 2× Goldene Schallplatte - Frankreich - 1994: für das Album Walthamstow - 1995: für das Album Steam Platin-Schallplatte - Australien - 1994: für die Single It’s Alright - 1994: für das Album Walthamstow - Europa - 1996: für das Album Steam - 1997: für das Album Around the World Hit Singles: The Journey So Far |

Anmerkung: Auszeichnungen in Ländern aus den Charttabellen bzw. Chartboxen sind in ebendiesen zu finden.
| Land/RegionAuszeichnungen für Musikverkäufe (Land/Region, Auszeichnungen, Verkäufe, Quellen) | Silber     | Gold       | Platin       | Verkäufe    | Quellen                                                                     |
| -------------------------------------------------------------------------------------------- | ---------- | ---------- | ------------ | ----------- | --------------------------------------------------------------------------- |
| Australien (ARIA)                                                                            | —          | 6× Gold6   | 2× Platin2   | 350.000     | aria.com.au                                                                 |
| Deutschland (BVMI)                                                                           | —          | 5× Gold5   | Platin1      | 1.750.000   | musikindustrie.de                                                           |
| Europa (IFPI)                                                                                | —          | —          | 2× Platin2   | (2.000.000) | ifpi.org                                                                    |
| Frankreich (SNEP)                                                                            | —          | 5× Gold5   | —            | 650.000     | snepmusique.com                                                             |
| Österreich (IFPI)                                                                            | —          | Gold1      | —            | 25.000      | ifpi.at                                                                     |
| Schweden (IFPI)                                                                              | —          | 2× Gold2   | —            | 50.000      | sverigetopplistan.se ifpi.se (Memento vom 21. Mai 2012 im Internet Archive) |
| Schweiz (IFPI)                                                                               | —          | 3× Gold3   | Platin1      | 125.000     | hitparade.ch                                                                |
| Vereinigtes Königreich (BPI)                                                                 | 6× Silber6 | 2× Gold2   | 9× Platin9   | 4.710.000   | bpi.co.uk                                                                   |
| Insgesamt                                                                                    | 6× Silber6 | 24× Gold24 | 15× Platin15 |             |                                                                             |